# Kościół św. Jakuba i Filipa i klasztor Dominikanów w Wilnie
Kościół św. Jakuba i Filipa i klasztor Dominikanów w Wilnie – kościół położony przy ulicy Vasario 16-osios g. 11 (przed 1945 – placu Łukiskim, później Józefa Piłsudskiego). Wybudowany w stylu barokowym w latach 1690–1737 dla zakonu dominikanów; później kilkakrotnie przebudowywany.

## Historia
Poprzednikiem istniejącego dziś kościoła był mały, drewniany kościół na cmentarzu, wzniesiony w 1624 roku przez kasztelana smoleńskiego, Jerzego Litawora Chreptowicza. Osadził on przy nim kilku dominikanów i zobowiązał ich do posługi duszpasterskiej wśród ubogiej ludności Łukiszek. Kościół ten spalił się podczas pożaru spowodowanego oblężeniem Wilna przez Rosjan w 1655 roku. Po ustąpieniu Rosjan kościół odbudowano i wzniesiono klasztor. Przyczyniły się do tego fundacje hetmana wielkiego litewskiego i wojewody wileńskiego Kazimierza Jana Sapiehy oraz rodu Naruszewiczów. W 1684 od rodu Gosiewskich z Sejn sprowadzono do kościoła obraz Matki Boskiej, uznany w 1688 roku przez biskupa wileńskiego Konstantego Kazimierza Brzostowskiego za cudowny, co spowodowało w następnych latach napływ rzesz pielgrzymów. Dominikanie stanęli przed coraz bardziej palącym problemem powiększenia istniejącej świątyni.
Budowę nowego murowanego kościoła zainicjował biskup smoleński Eustachy Kotowicz w 1690 roku, kładąc kamień węgielny pod świątynię poświęconą dwóm apostołom: św. Jakubowi i św. Filipowi. Budowa trwała kilka dziesięcioleci, a w jej trakcie kilkakrotnie zmieniano plany architektoniczne świątyni, którą ukończono ostatecznie w 1737. W latach 1743–1746 do kościoła dobudowano fasadę z dwiema wieżami.
W chwili I rozbioru Polski w 1772 w klasztorze żyło 14 zakonników. Kościół został zniszczony w 1794 roku podczas ataku Rosjan na Wilno w celu stłumienia insurekcji kościuszkowskiej. W 1797 roku zniszczoną świątynię odrestaurowano, a w klasztorze umieszczono wileński szpital generalny.
W 1812 roku kościół został zajęty przez wojska francuskie, maszerujące na Moskwę i służył jako szpital polowy, a następnie magazyn. Na przykościelnym cmentarzu pochowano wielu żołnierzy francuskich. Po kampanii napoleońskiej kościół został odnowiony.

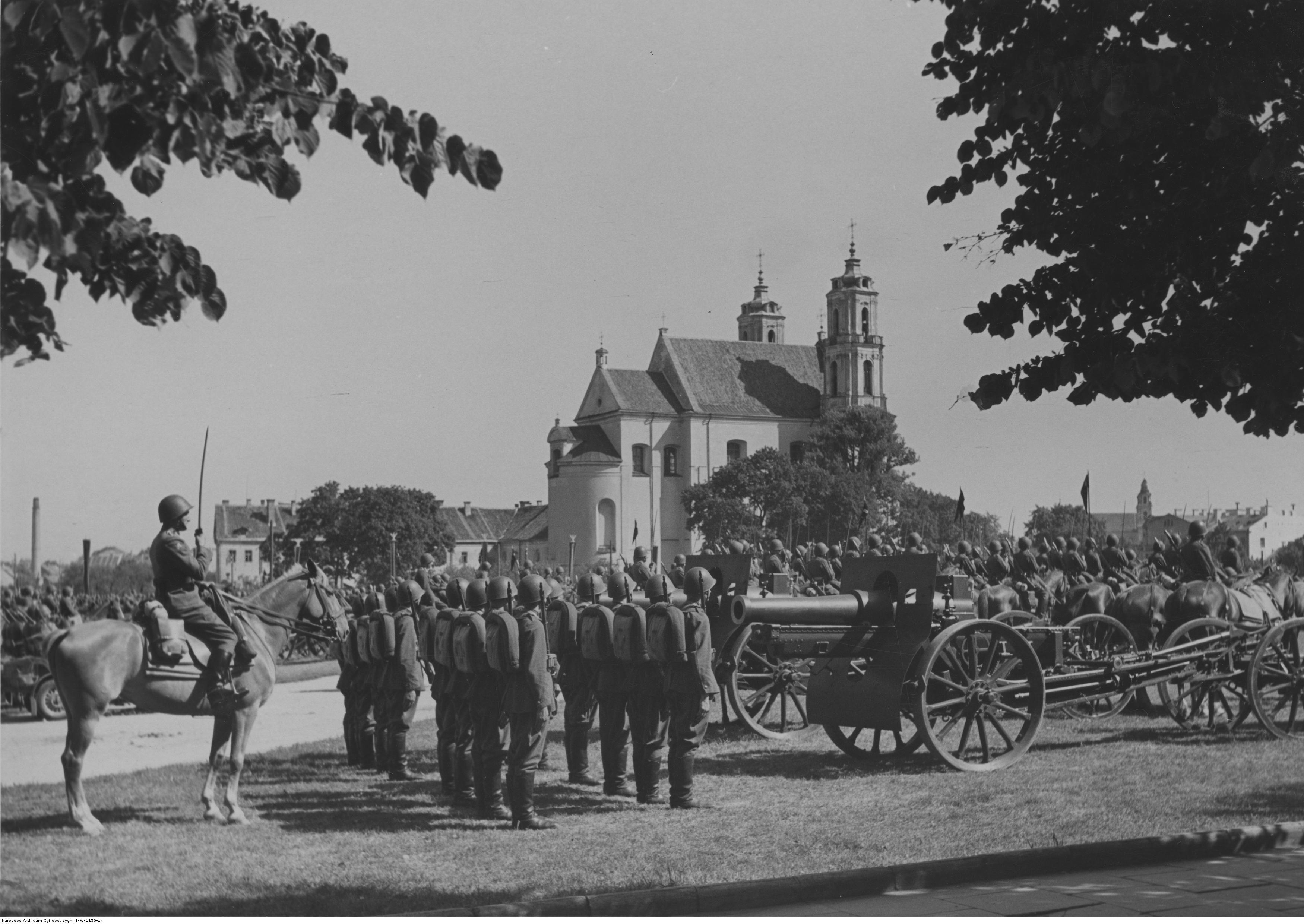
Jubileusz dwudziestopięciolecia 1. Dywizji Piechoty Legionów w Wilnie. Fragment uroczystości na placu Łukiskim, sierpień 1939. Na drugim planie widoczny kościół św. Jakuba i Filipa.

W 1837 r. w szpitalu umieszczono m.in. Szymona Konarskiego, ekspowstańca, działacza emigracyjnego i członka Stowarzyszenia Ludu Polskiego. W 1844 roku skasowano zakon dominikanów, co oznaczało kres ich działalności. Ich kościół stał się odtąd kościołem parafialnym. Szpital funkcjonował nadal. Przez długi czas jego ordynatorem był Franciszek Wikszemski, ojciec Adama, a w latach 1875 do 1882 chirurgiem był w nim Hipolit Jundziłł.
W okresie II Rzeczypospolitej kościół został odrestaurowany, a Jerzy Hoppen pokrył jego wnętrze polichromią.
Po wojnie kościół został zamknięty. W czasach sowieckich w kościele urządzono magazyn owoców i warzyw, a później Teatr Opery i Baletu. Według wspomnień Vladasa Drėmy wnętrza kościoła zostały zniszczone na polecenie litewskiego architekta Jonasa Glemžy. W latach 1955–1957 przeprowadzono w kościele niewielki remont w związku z planowanym urządzeniem stacji pogotowia ratunkowego.
Po upadku komunizmu i odzyskaniu przez Litwę niepodległości w 1990 roku kościół został zwrócony katolikom, którzy przystąpili niezwłocznie do renowacji zniszczonego budynku. W kościele są sprawowane msze na przemian w języku polskim i litewskim. W zabudowaniach klasztornych, nie przedstawiających większej wartości zabytkowej, mieścił się, podobnie jak przed wiekami, szpital. W roku 2014 przeprowadzono wyburzenie niezabytkowej części budynków byłego szpitala.

## Architektura

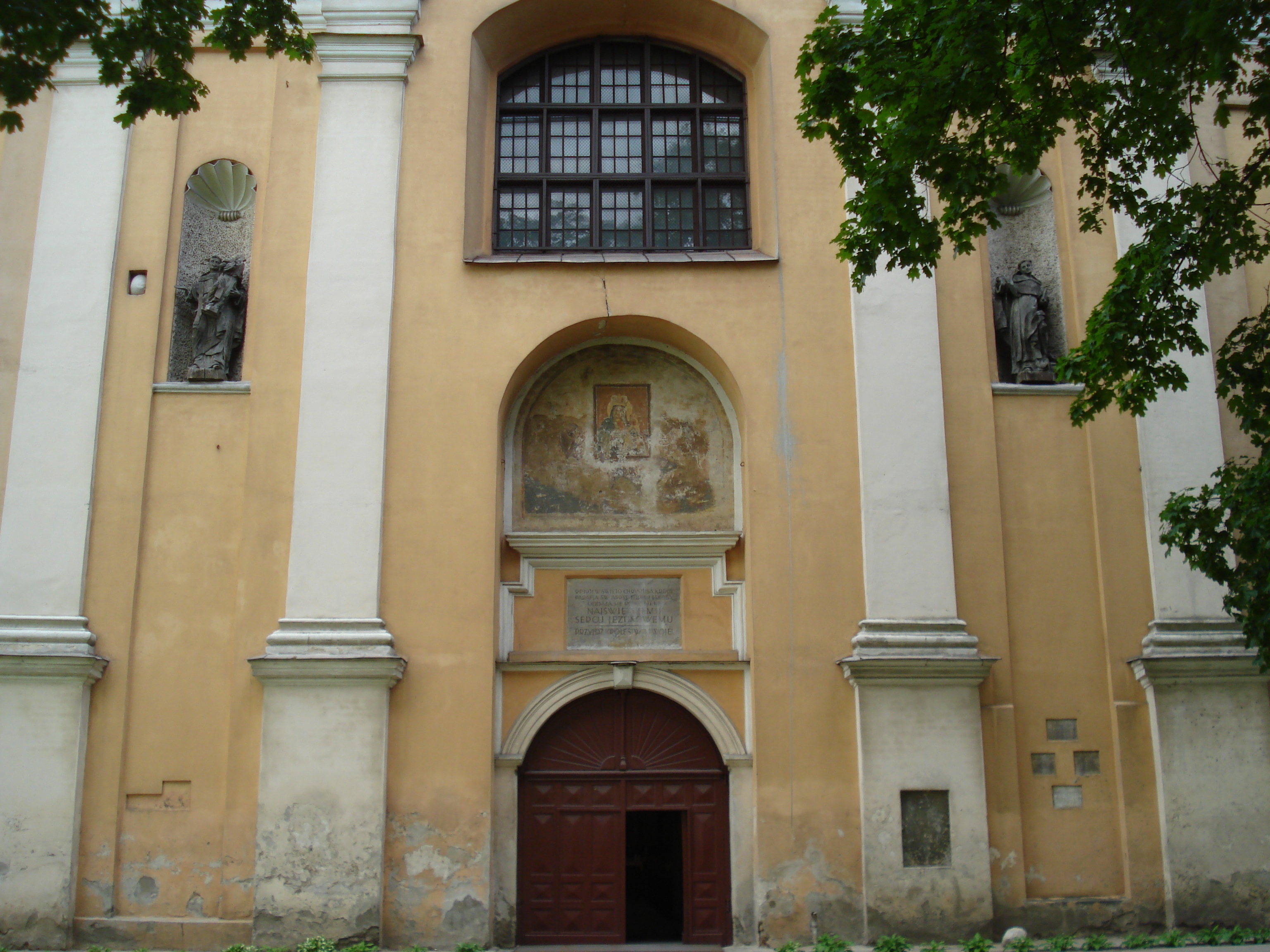
Fasada kościoła

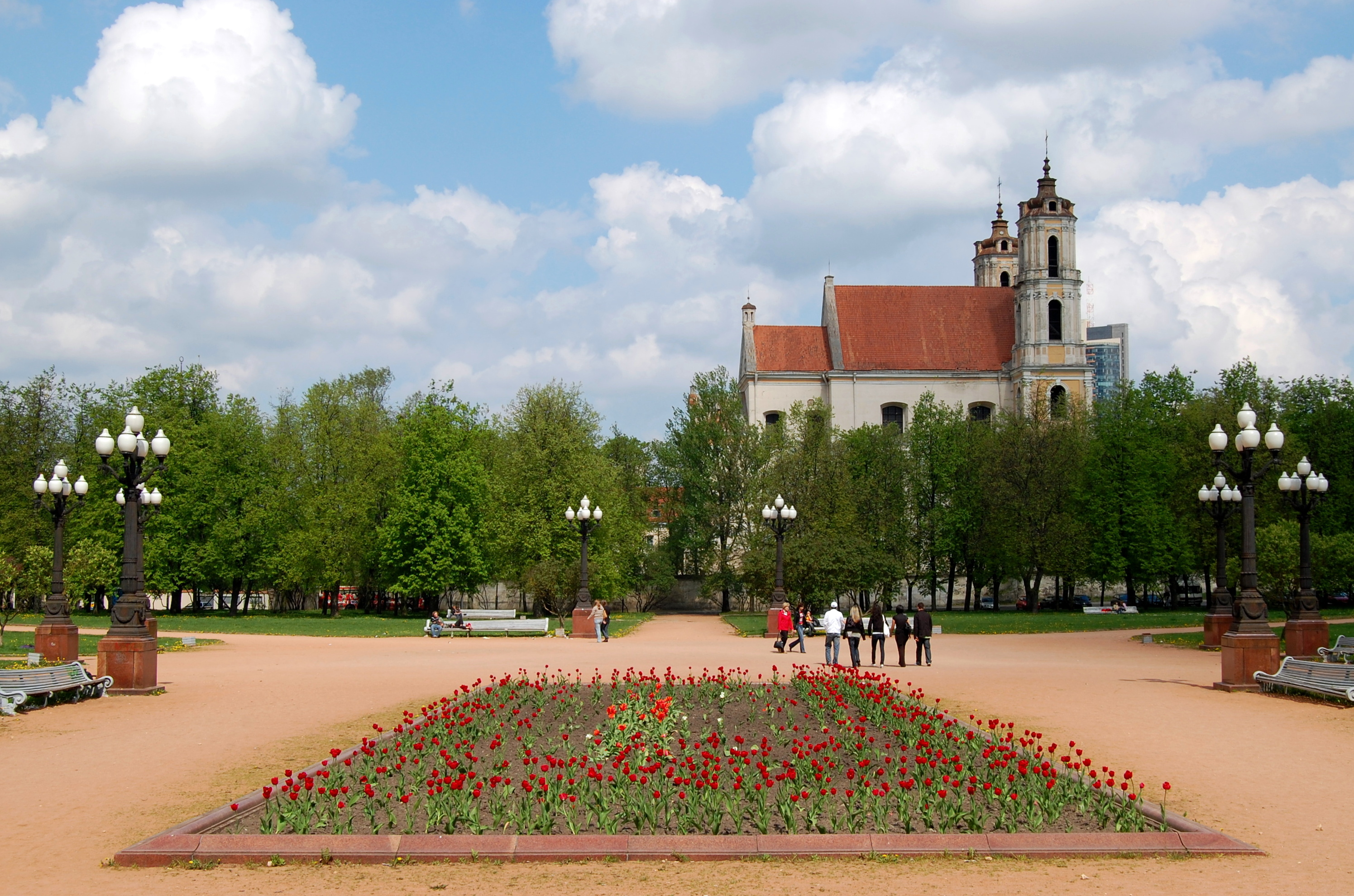
Kościół od strony placu Łukiskiego

Kościół św. Jakuba i Filipa jest budowlą jednonawową. Zewnętrznie składa się z trzech wyodrębnionych elementów, kolejno zmniejszających się: nawy, prezbiterium i zaokrąglonej absydy, co przy niewielkiej długości świątyni, wysoko osadzonych, górnych oknach i stromym dachu, daje malowniczy efekt spiętrzenia zabudowy, zwłaszcza od strony placu Łukiskiego (lit. Lukiškių). Granice między częściami składowymi bryły świątyni zaznaczone są szczytami, zwieńczonymi niewielkimi wieżyczkami z krzyżem. Fasada frontowa ma dwie szeroko rozstawione, czterokondygnacyjne, rokokowe wieże, zakończone spłaszczonymi hełmami z lukarnami; hełmy z kolei są zwieńczone niewielkimi latarniami i krzyżami. W niszach fasady umieszczono figury patronów zakonu: św. Jacka i św. Dominika, a pod nimi fresk przedstawiający Matkę Boską Łukiską.
Nawa szerokości 14 m przekryta jest sklepieniem beczkowym. W kościele znajdowały się portrety Jerzego Chreptowicza, fundatora świątyni, przeora dominikanów, który ukończył jej budowę oraz cudowny obraz Matki Boskiej z Dzieciątkiem, przywieziony z Rusi przez Macieja Korwina Gosiewskiego w roku 1649. W ołtarzu matki Boskiej Różańcowej umieszczony był obraz św. Jacka, namalowany przez Franciszka Smuglewicza, a w ołtarzu św. Jana Chrzciciela obraz Chrystusa błogosławiącego dzieci, dzieło Lampiego. Przy kościele znajduje się tylko jedna kaplica – św. Jacka.
W 2015 roku na południowej wieży kościoła umieszczono 61 dzwonów carillonu, który został wykonany przez odlewnię Koninklijke Eijsbouts z Asten w Holandii. Krótkie koncerty rozbrzmiewają codziennie w godzinach 13ː00 i 19ː15.